# Власиос Цироянис
Власиос Цироянис с псевдоним Далис (на гръцки: Βλάσιος Τσιρογιάννης, Ντάλης) е гръцки офицер и революционер, деец на Гръцката въоръжена пропаганда в Македония от началото на XX век.

## Биография
Власиос Цироянис е роден през 1872 година в Кравасара, Етолоакарнания. Получава чин младши лейтенант от гръцката армия. През 1904 година е училищен инспектор в Струмица и нелегално е военен организатор на гръцката пропаганда в града. По-късно участва в Балканските войни (1912/13), Първата световна война (1914-18) и Гръцко-турската война (1919-1922).